# Moraviella inexpectata
Moraviella inexpectata  (лат.) — вид мелких паразитических хальцидоидных наездников из семейства Encyrtidae, единственный в составе монотипического рода Moraviella. Евразия: Дания, Россия (Иркутская, Калужская и Ленинградская области), Румыния, Чехия. Длина самок 1,1—1,6 мм, самцов — 1,4 мм. Окраска тела, в основном чёрная, с фиолетовым блеском. Ноги частично желтовато-коричневые. Паразиты мучнистого червеца Ceroputo pilosellae и Puto pilosellae (Pseudococcidae, Hemiptera) на кошачьей лапке (Antennaria dioica, Asteraceae)
. Систематическая позиция вида менялась и он включался в разные роды: Euzkadia и Euzkadiella.